# Крофорд (округ, Джорджия)
Кро́форд (англ. Crawford County) — округ штата Джорджия, США. Население округа на 2000 год составляло 12 495 человек. Административный центр округа — город Ноксвилл.

## История
Округ Крофорд основан в 1822 году.

## География
Округ занимает площадь 841.7 км2.

## Демография
Согласно Бюро переписи населения США, в округе Крофорд в 2000 году проживало 12 495 человек. Плотность населения составляла 14.8 человек на квадратный километр.